# 門

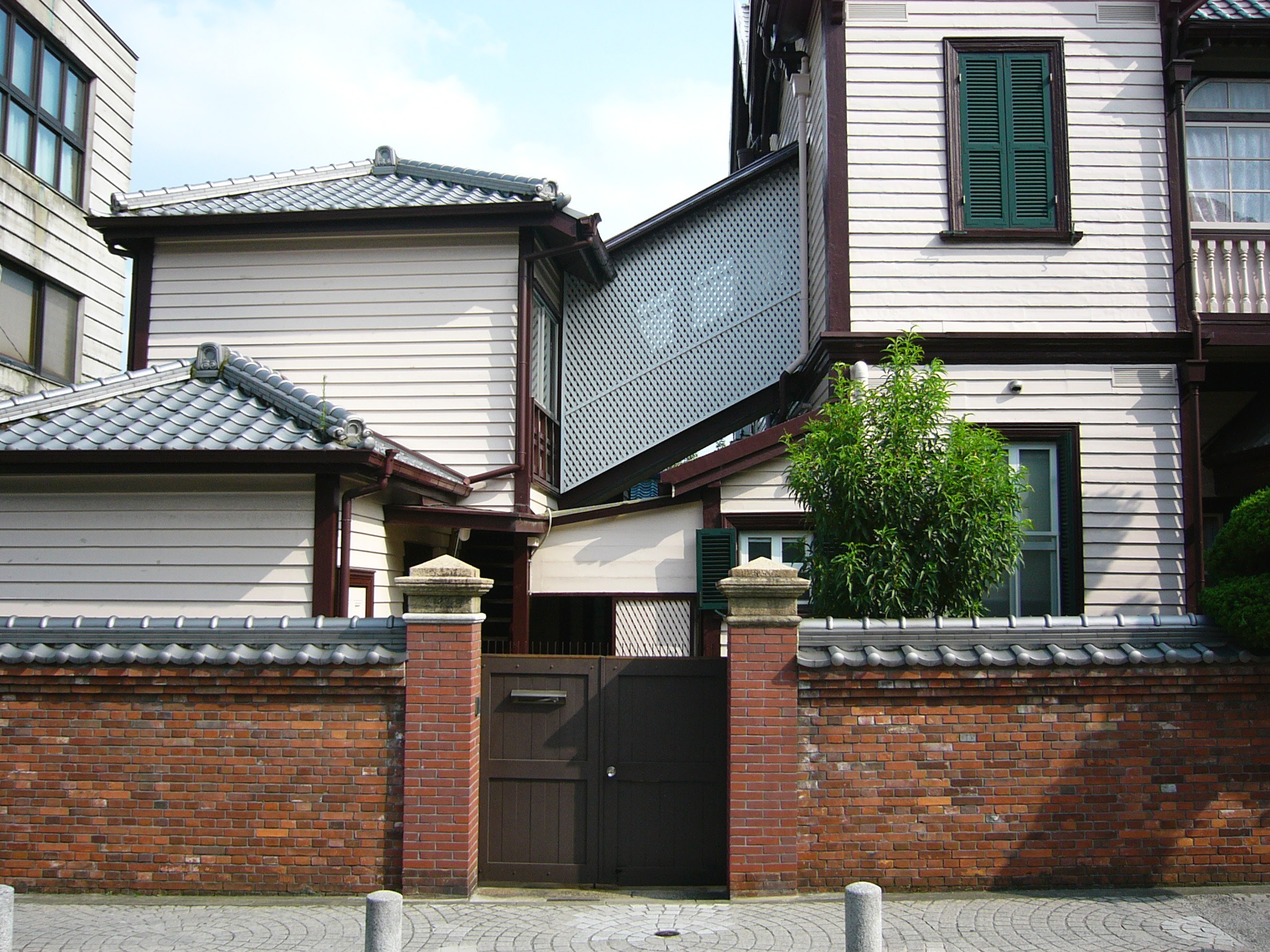
門邸

門（もん、かど）とは、敷地と外部を区切る塀や垣に通行のために開けられた出入口のこと。外構の一種。
正面口のことは、特に正門（せいもん）とよばれる。門の脇の柱を門柱（もんちゅう）、門の番人を門番（もんばん）、門の扉を門扉（もんぴ）とそれぞれ呼ぶ。

## 概要
門は冒頭文にあるように塀や垣に開けられるものであり、一般的には塀などを構える家屋や敷地に設けられる。塀などが無い場合でも心理的な内外の通用口にも設けられる。鳥居は神を祀る空間と人間の空間を繋ぐ一種の門である。また、「鬼門」は俗界と冥界の境に存在する門と考えられた。
門は門扉を持ち閂（かんぬき）や南京錠などで施錠したり、入退場の制限をする機能を持っていることが多いが、これらの機能を持たずに単に門柱が通路の両脇に設置されているだけのものや、古来の中国などに見られる屋根と門柱のみの牌坊、トンネル状のアーチ構造を持つだけのもの（凱旋門や韓国の崇礼門など）であっても門と呼ばれることがある。
「門」という漢字自体は門柱と両開きの門扉を描いた象形文字であるが、門扉を持たないものであっても、境界の境に建てられた出入り口であれば「門」という。
門という言葉は家の入口であり象徴ともいえるものであるため、しばしば「家」そのものを指すことがある（門下、一門など）。
アジアでは門に外から入ってくる災いから守るため門神を置く風習もみられ、日本ではこれが門松に変化した。

## 日本建築の門

### 間と戸
門は、柱の数、その間にできる開口の数によって分類することがある。
柱間が1つのものから大規模なものでは5つのものまである。この柱間のことを間（けん）という。その、間（けん）の間にできた開口のことを戸（こ）という。この呼び方は、重層、意匠に関係なく用いられる。
1間であれば1戸が必ずできる。例えば、四足門は1間に構成された門柱に2つずつ控柱が立てられる構造ということであるので1間1戸の門ということになる。知恩院の三門は5間の内中3戸が開口されているので5間3戸の二重門である。

### 種類
柱を支える控柱の数によって四脚門と八脚門という分類をすることがある。重層に関わらず分類していう。
- 四脚門（よつあしもん）- 門柱のほかに控柱を4本立てたもの。
- 八脚門（やつあしもん）- 門柱のほかに控柱を8本立てたもの。

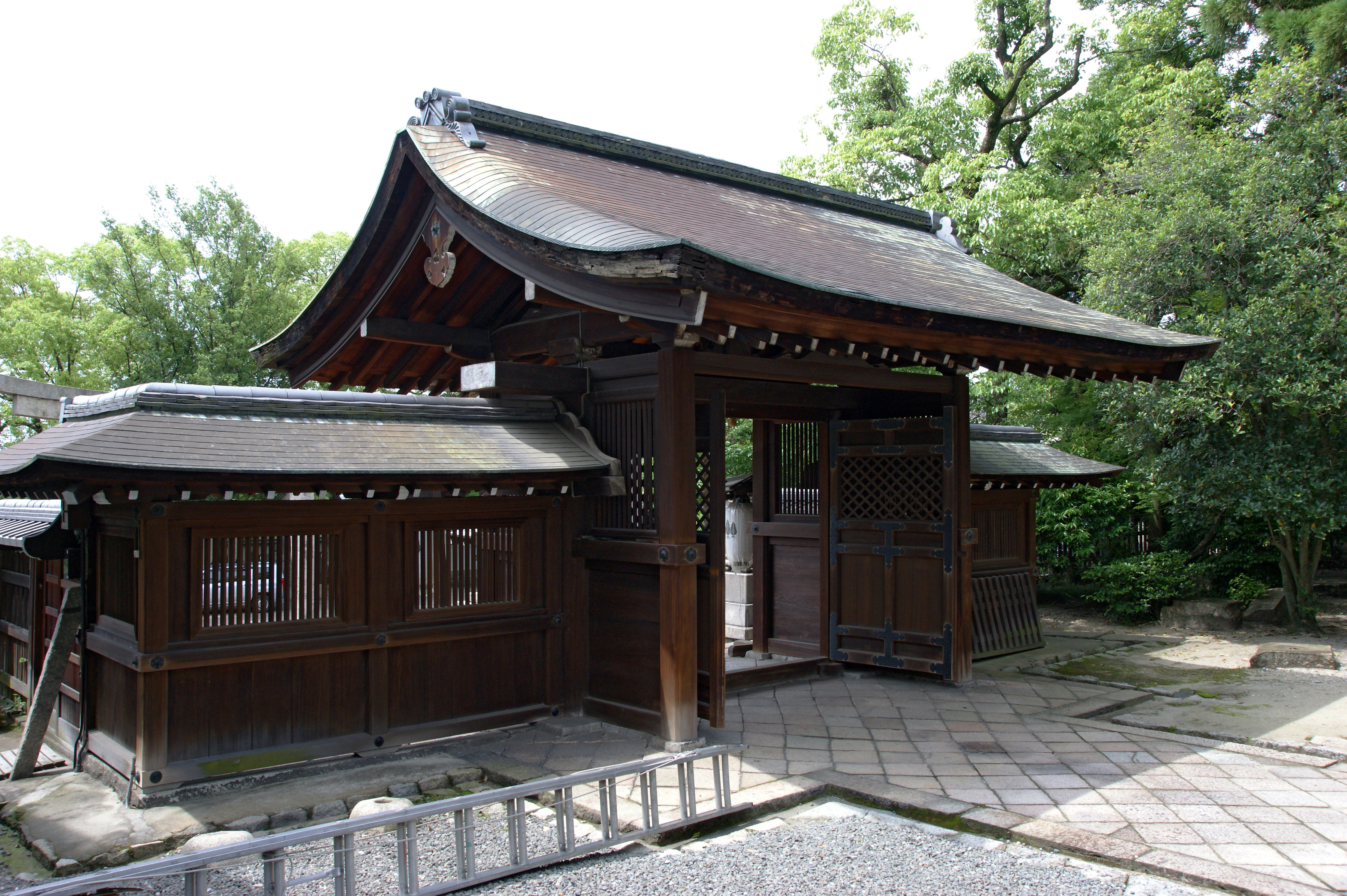
四脚門（京都府 離宮八幡宮）
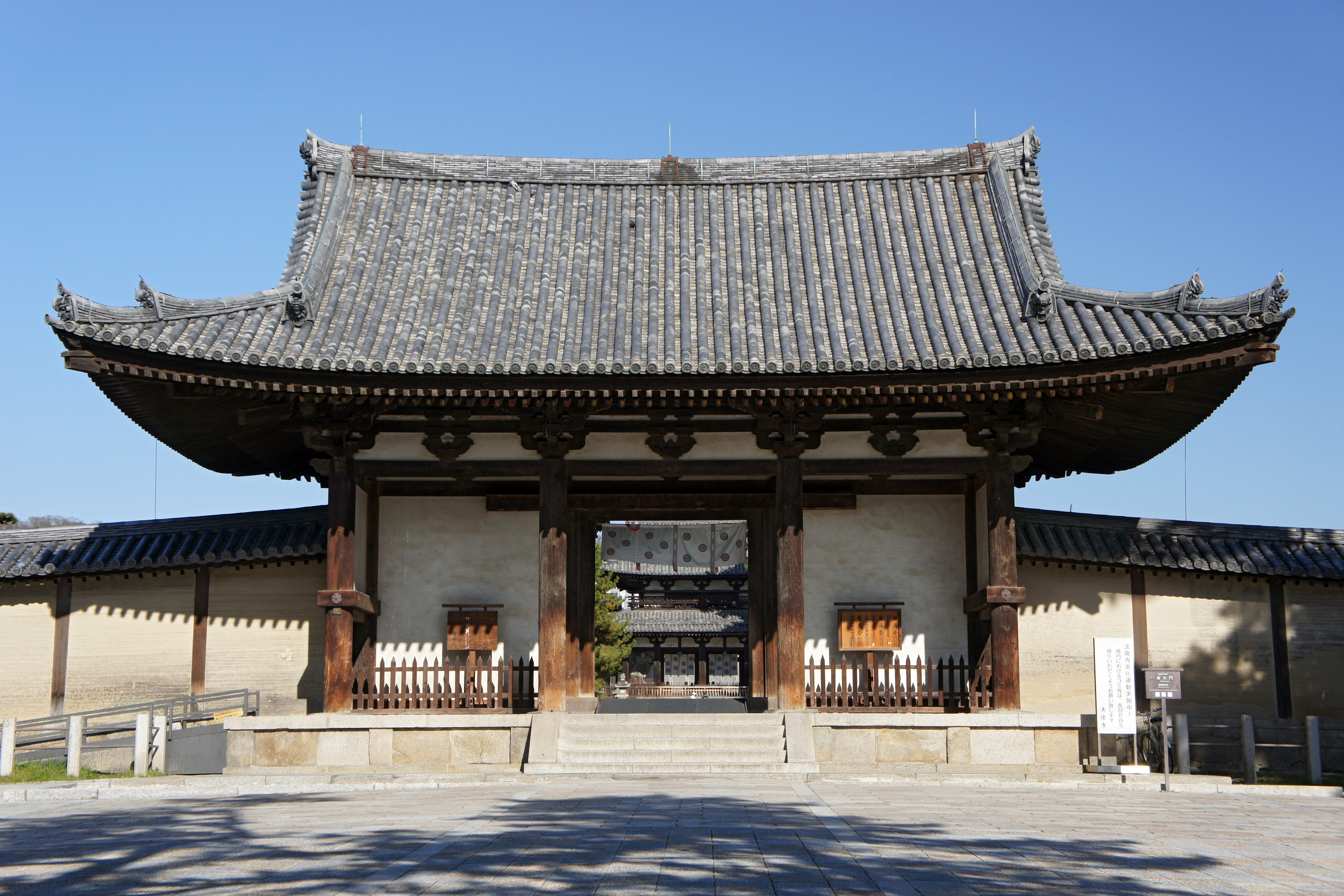
八脚門（奈良県 法隆寺南大門）

#### 特徴による種類
- 楼門（ろうもん）- 2階建てで1重目には縁のみを持ち、最上重に屋根を持つもの。楼門は、二階造りの門のことで、二重門も本来は楼門といった。2重の屋根のあるものとそうでないものがあるため現在は、楼門と二重門に分類されている[1]。
- 二重門（にじゅうもん）- 2階建てでそれぞれの階に屋根をかけたもの。
- 棟門（むなもん）- 門柱2本に切妻の屋根をかけたもの。控柱を持たない。
- 櫓門（やぐらもん）- 上部に櫓を持つ城門。城の石垣上に多門櫓や多重の櫓を渡したもの、または、楼門状に造られたもの。中世には、板を立てた囲いのある台を門の上に載せたようなものが建てられていた[2]。
- 薬医門 （やくいもん）- 鏡柱から控え柱までを取り込む屋根を持つ。本来は公家や武家屋敷の正門などに用いられたが、扉をなくして医家の門として用いられたのでこの名前がある。
- 冠木門（かぶきもん）- 門柱に貫（ぬき）をかけたもの。江戸時代には櫓門や楼門ではない平門を指していたが、明治以降は屋根を持たない門を指すことが多い[3]。
- 塀重門（へいじゅうもん）- 貫のない冠木門。寝殿造の中門廊が簡略化されて塀になった時に新たに作られた門。馬と旗竿が貫に当たらないようにするために貫がなくなったと言われている。
- 高麗門 （こうらいもん）- 切妻屋根を持ち控柱に小屋根を設けたもの。文禄・慶長の役の行われた1590年代に城門として造られた。薬医門を簡略化した門である[3]。
- 上土門（あげつちもん）- 棟門の屋根を勾配の少ない屋根（陸屋根）にして土を上げたもの。揚土門、安土門とも。代表例として重要文化財の西園院上土門があるが、現在は土はなく檜皮葺。
- 唐門（からもん）- 平安時代後期に見られるようになったものと見られている。開口正面に向かって左右に唐破風のあるものを平唐門（ひらからもん）、前後にあるものを向唐門（むこうからもん）という。向唐門は四脚門であることが多い[1]。
- 長屋門（ながやもん）- 長屋の中間部を門としたもの。
- 埋門（うずみもん）-土塁、塀、石垣などの下部をくり抜いたようにして造られている門。主に、裏門として用いられた小さな門。 隠門（かくれもん）とも呼ばれる。

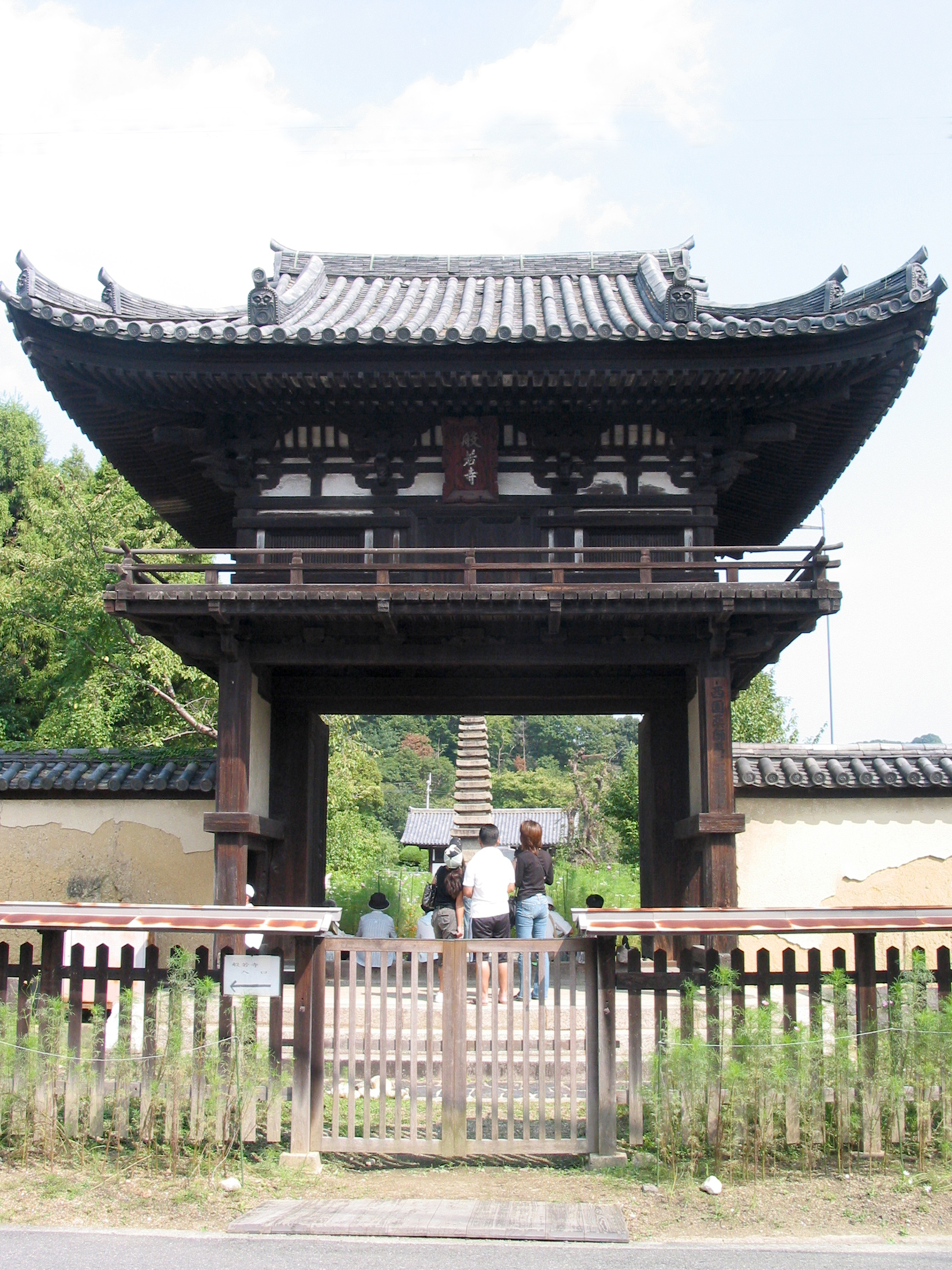
楼門（国宝、奈良県 般若寺）
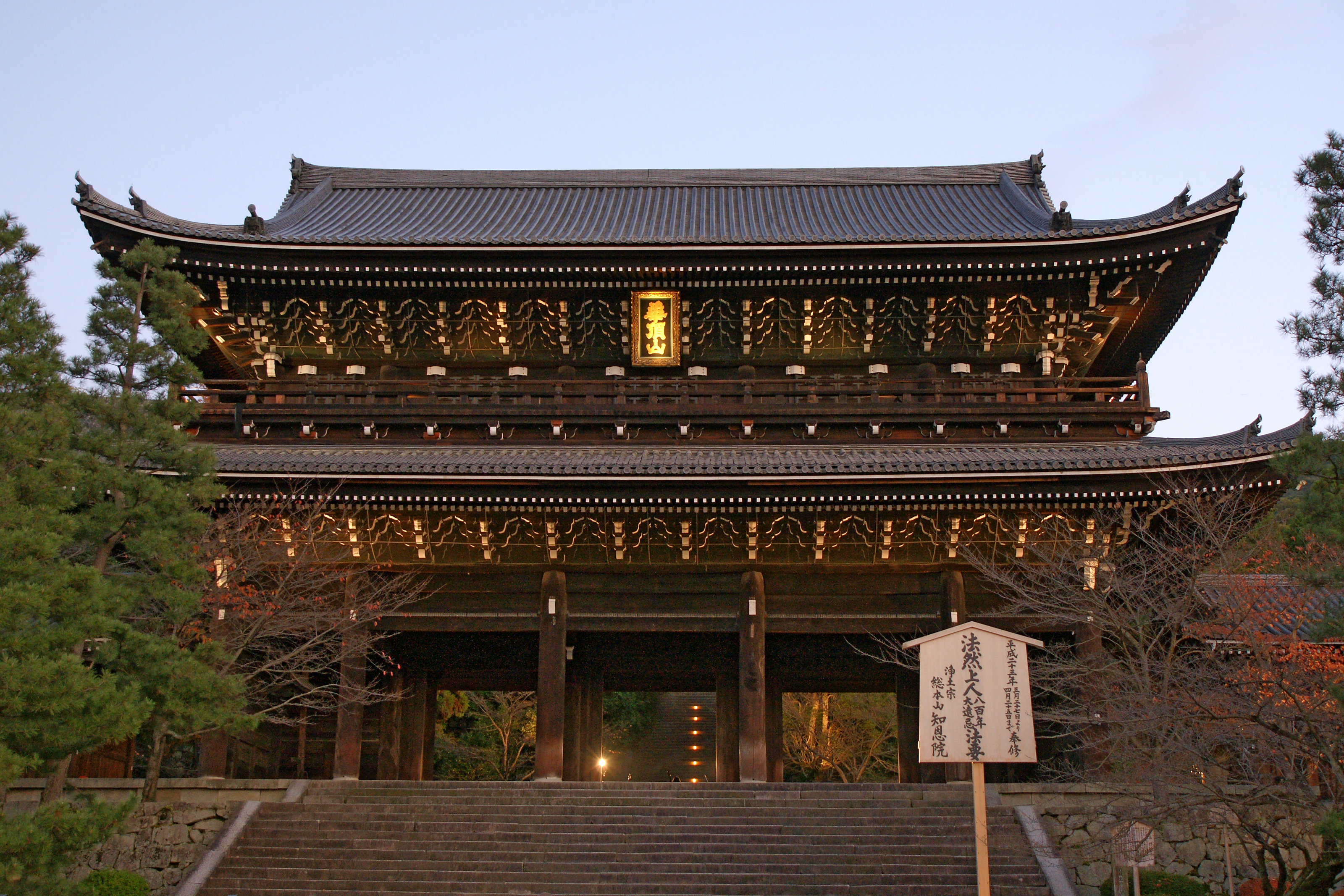
二重門（国宝、京都府 知恩院三門）
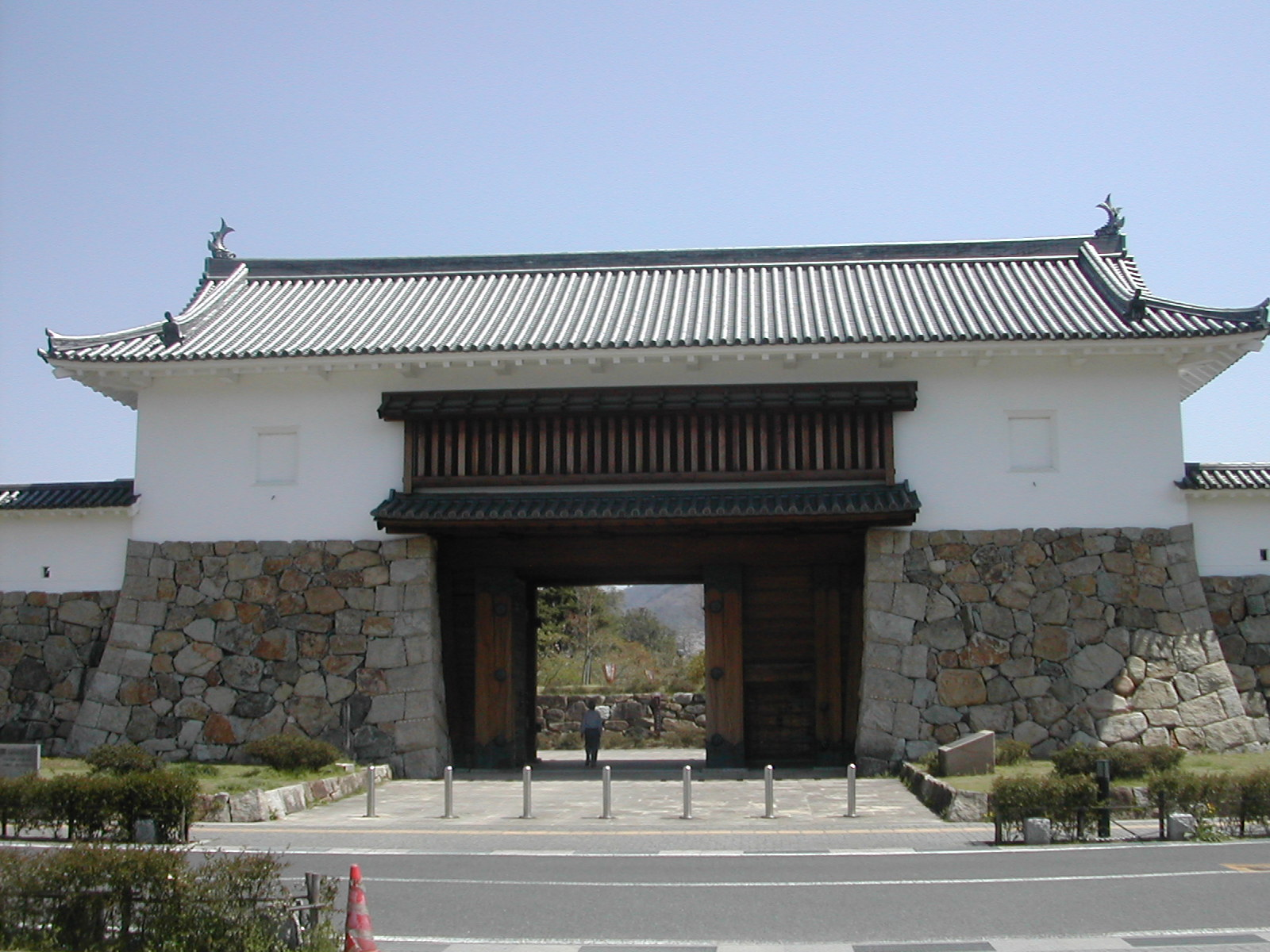
櫓門（京都府 舞鶴城）
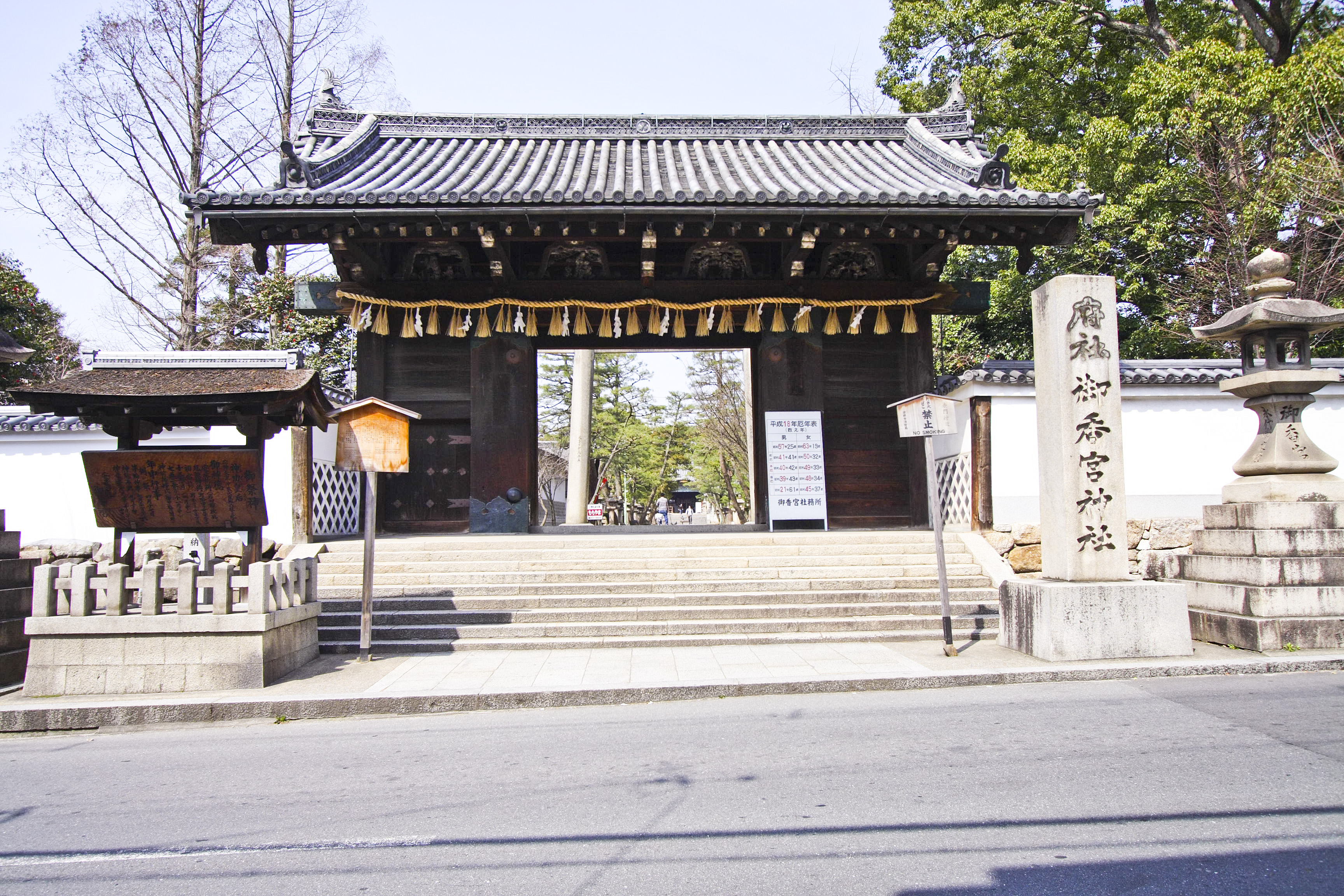
薬医門（京都府 御香宮神社）
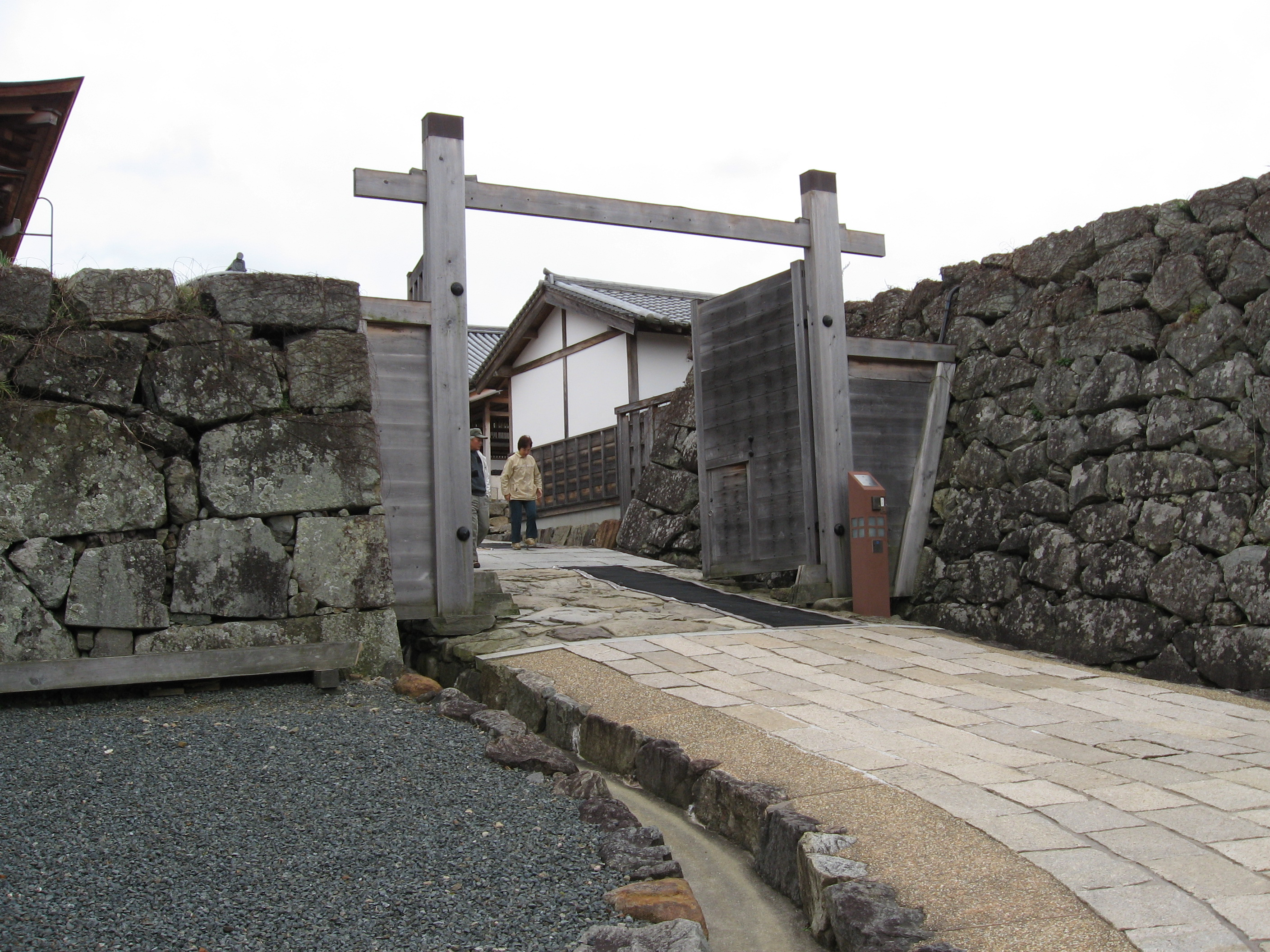
冠木門（兵庫県 篠山城）
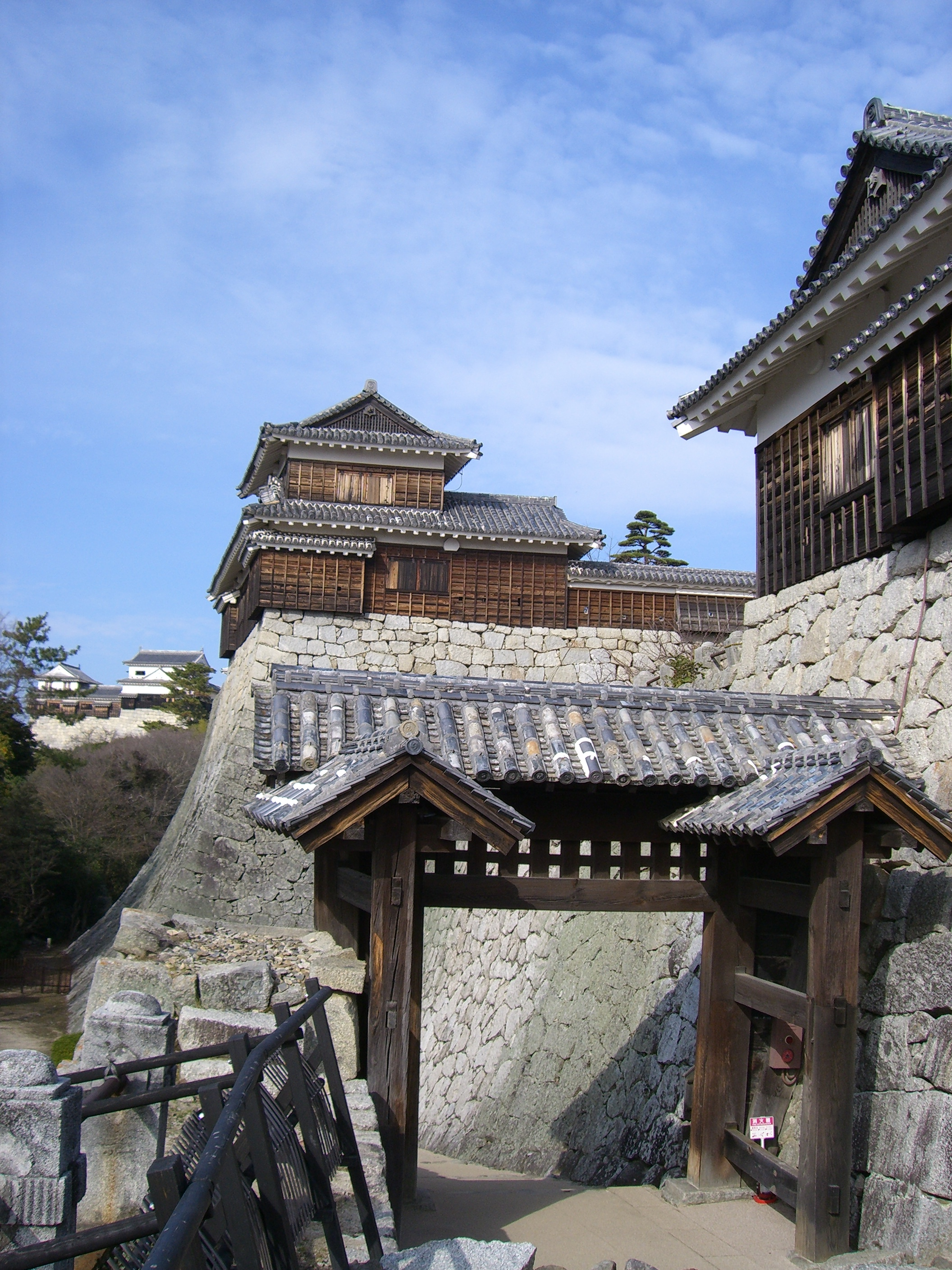
高麗門内側（愛媛県 松山城戸無門）
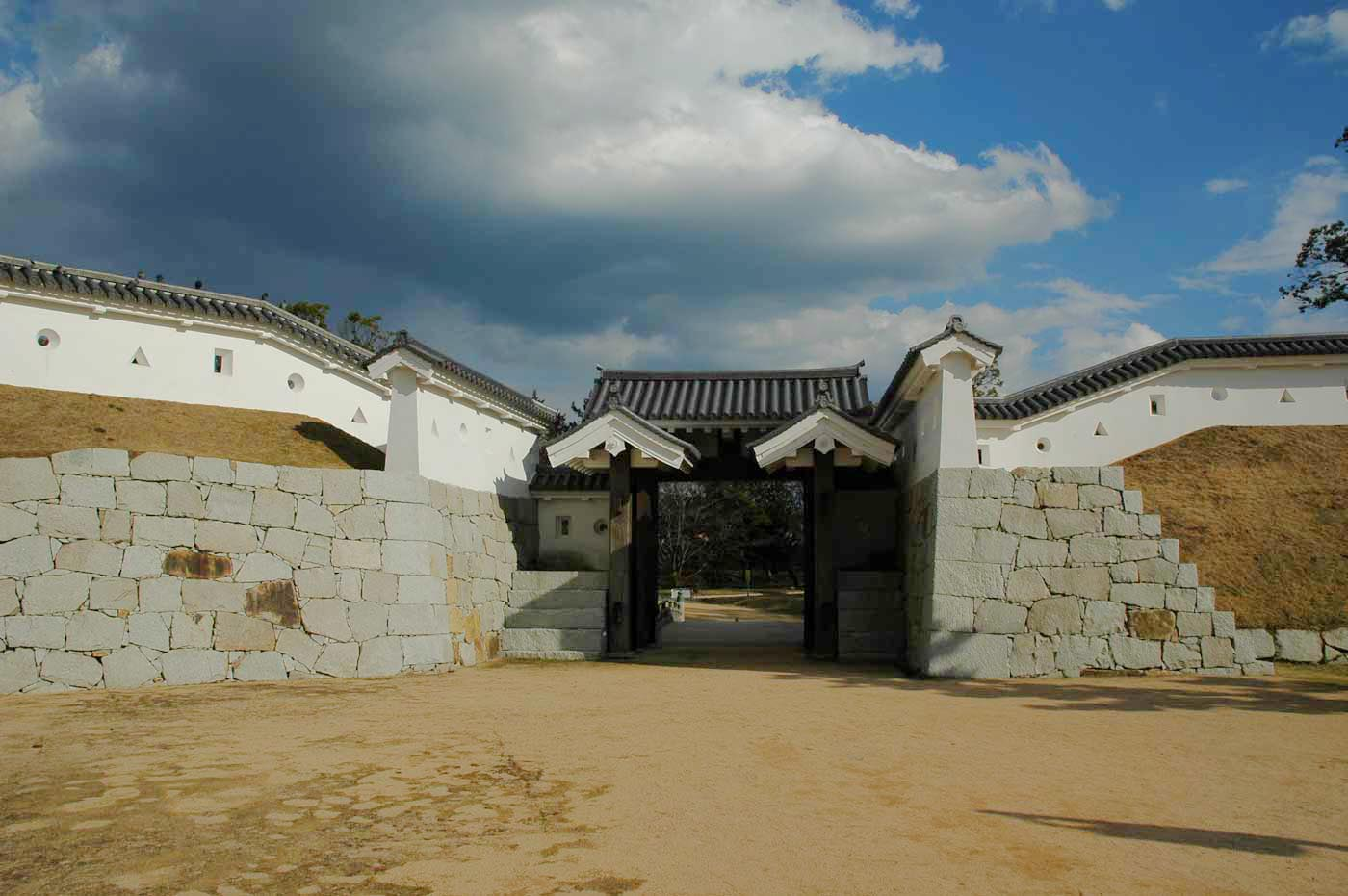
高麗門内側（兵庫県 赤穂城厩口門）
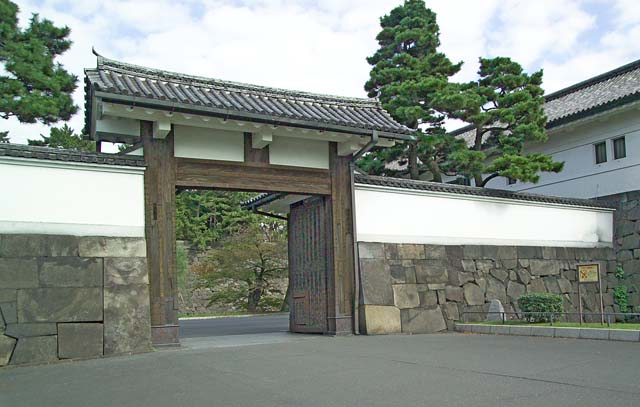
高麗門表側（東京都 江戸城外桜田門）
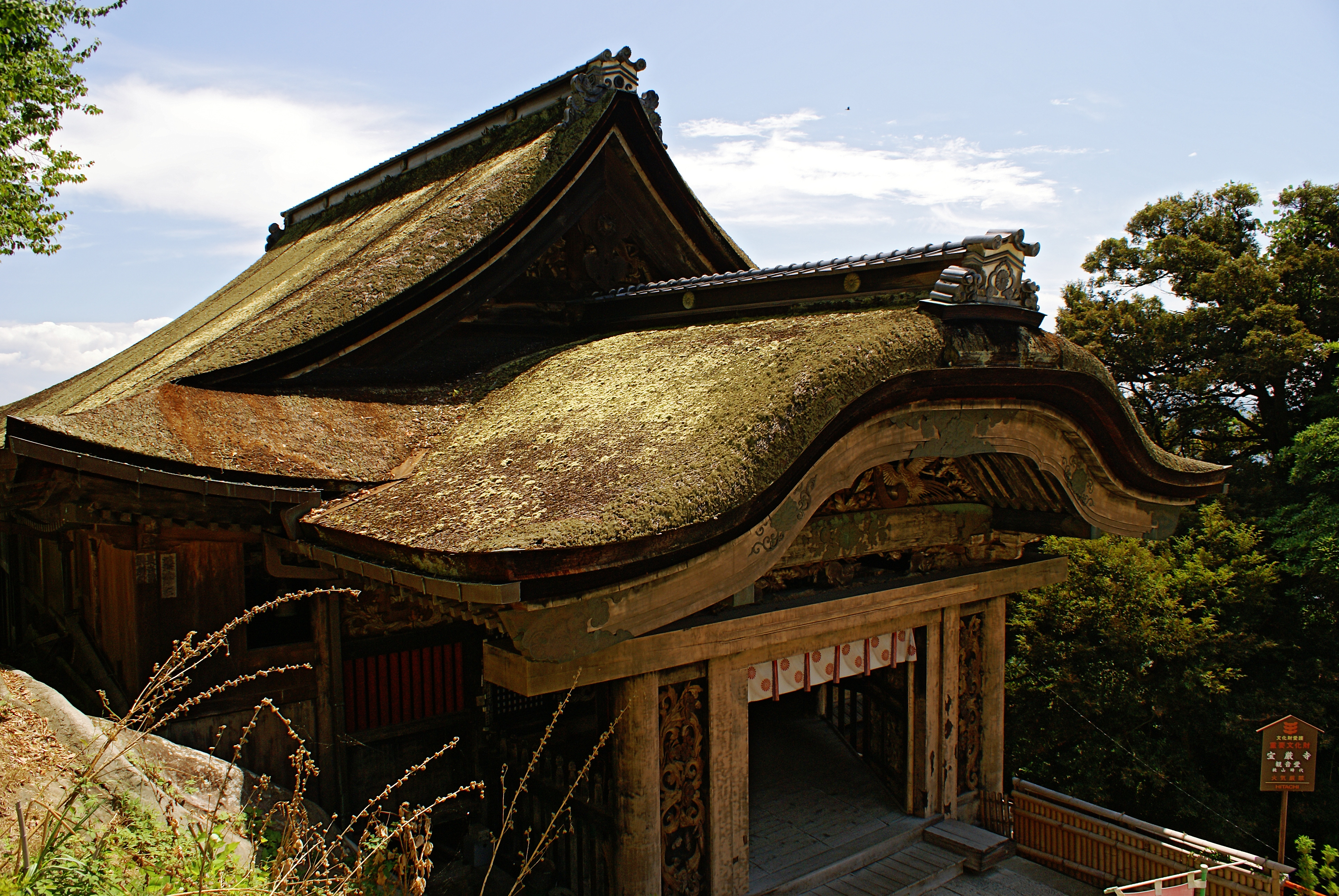
向唐門（国宝、滋賀県 宝厳寺）
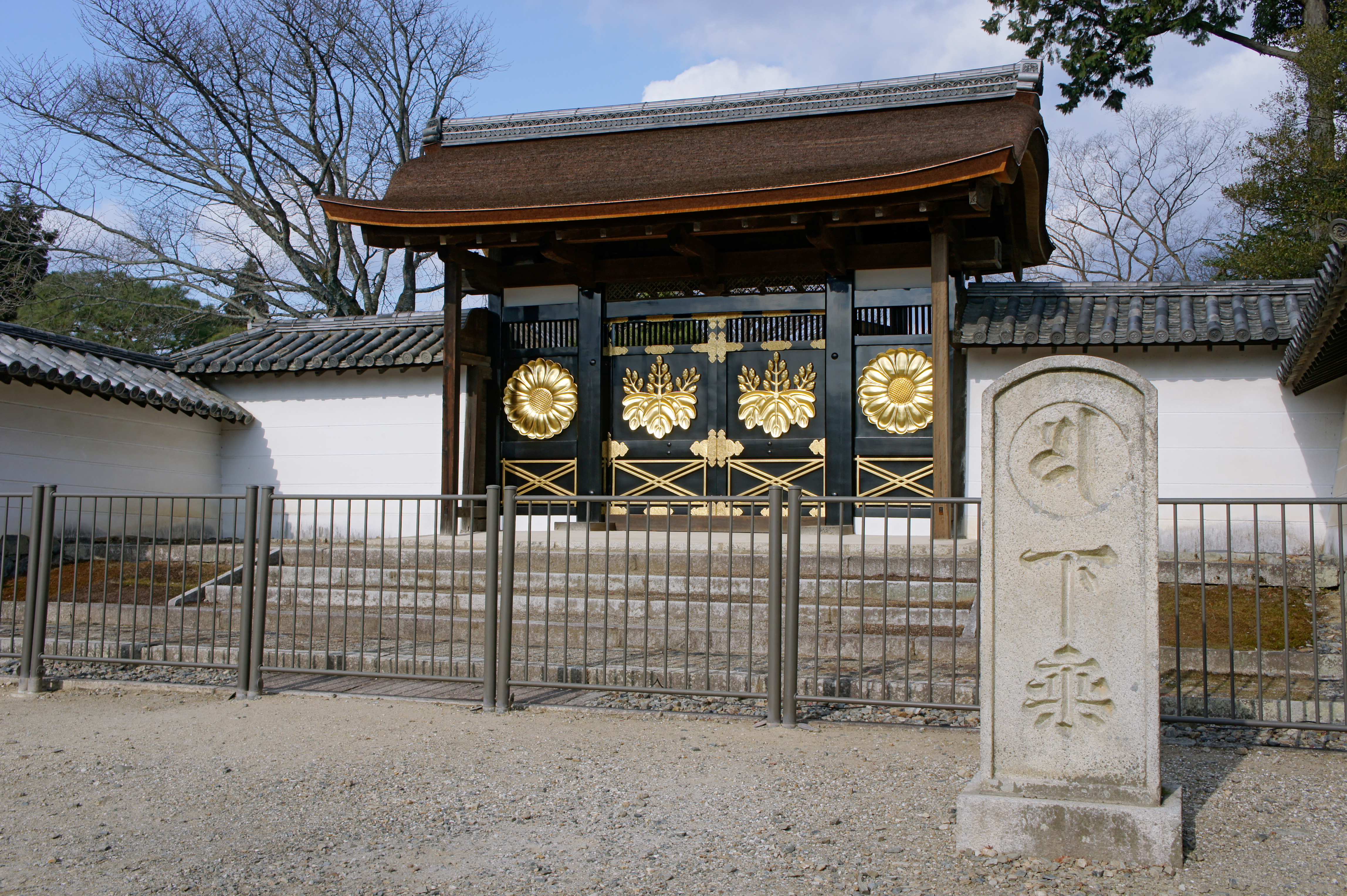
平唐門（国宝、京都府 三宝院）
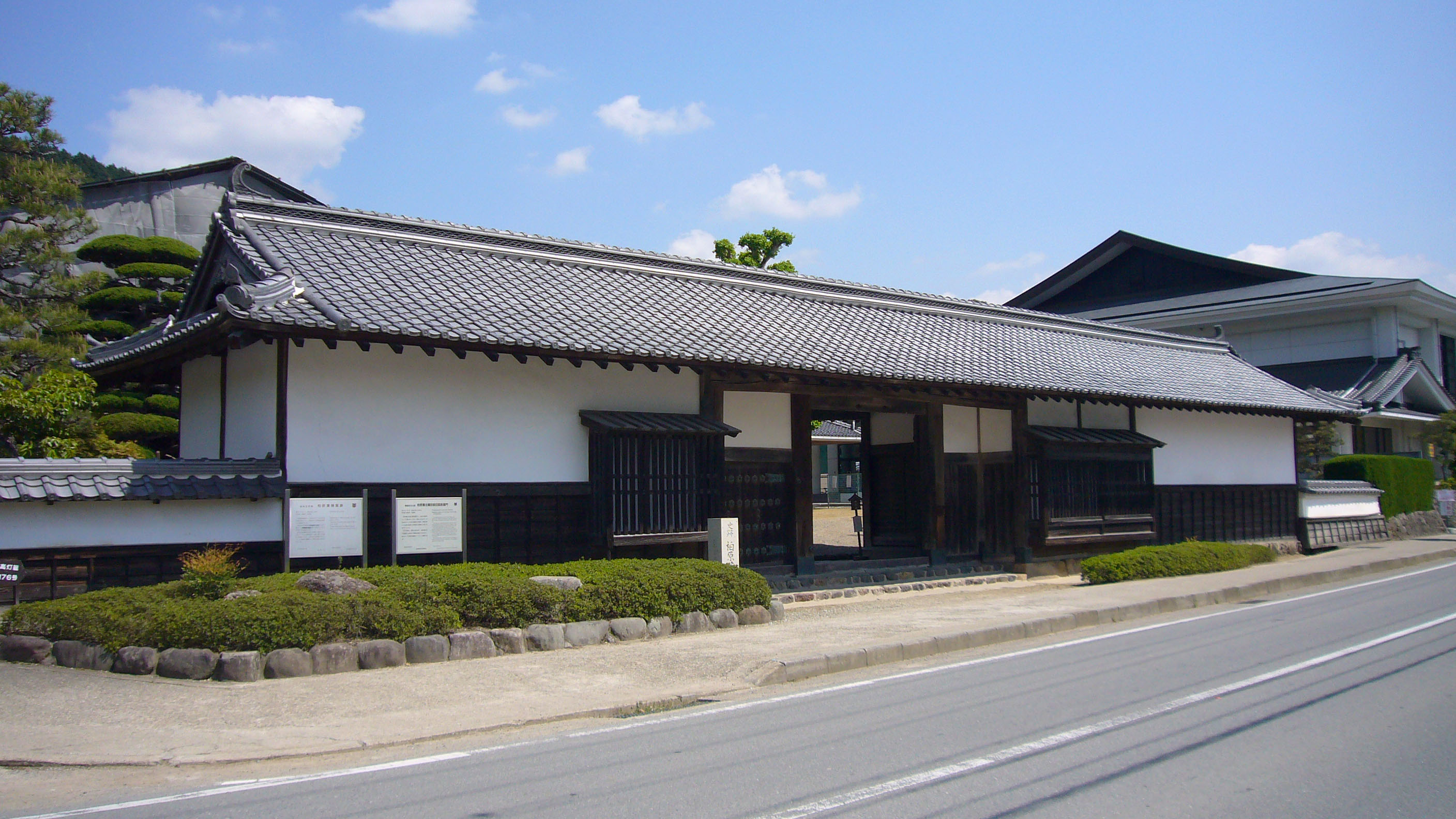
長屋門（兵庫県 柏原藩織田家旧邸）
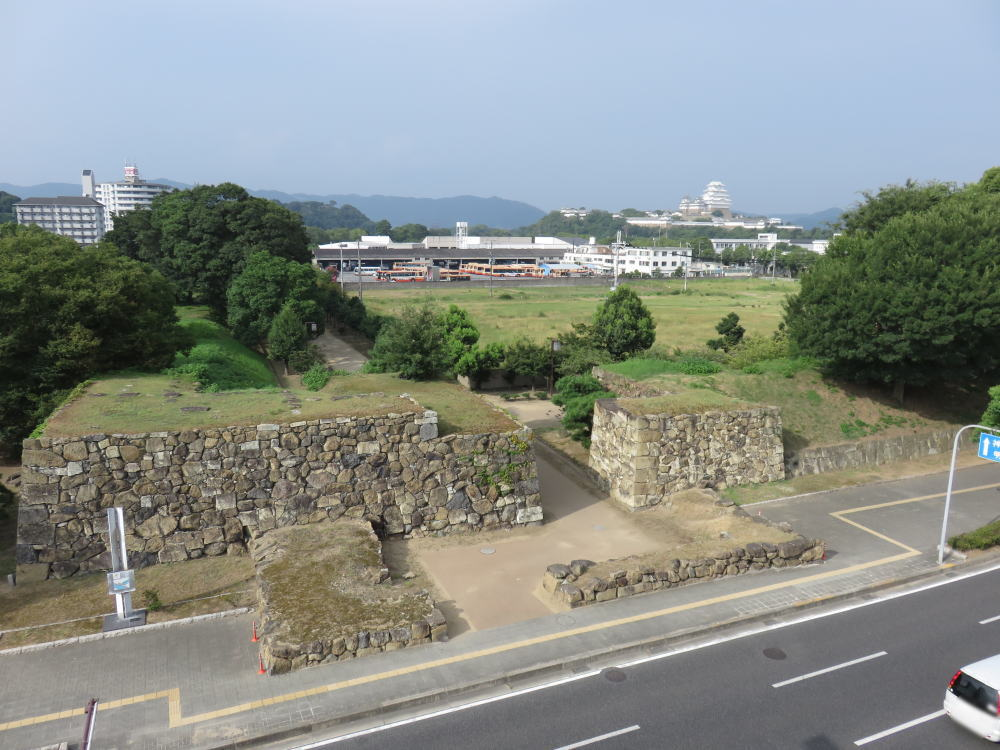
埋門（兵庫県 姫路城）
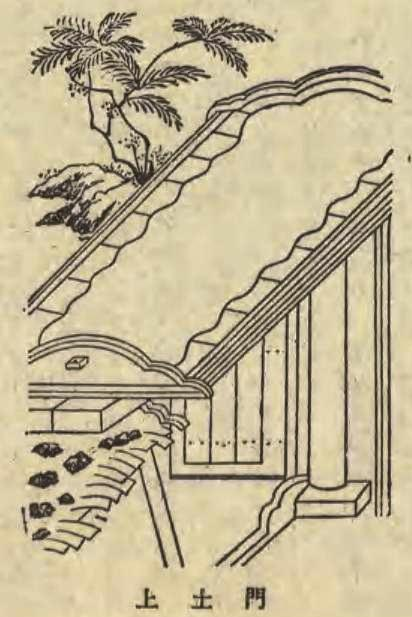
上土門

#### 用途による種類
- 校門 （こうもん）- 学校の門。門扉は引き戸式であることが多い。
- 禁門 （きんもん）- 皇居の門。蛤御門など。
  - 朱雀門(すざくもん) - 朱雀大路に面する大内裏の正門。
- 羅城門(らじょうもん) - 羅城(都城)の朱雀大路の南端にある正門。
- 勅使門 （ちょくしもん）- 勅使が寺院参向の際に使われる門。
- 凱旋門（がいせんもん）- 戦勝などを記念して広場に建てられる門。
- 城門（じょうもん）- 城郭の門。虎口に建てられた。御殿や天守の次に格式の高い建物とされた。
  - 大手門（おおてもん）- 城郭の表口とされる虎口に建てられた門のこと。正門。追手門とも書く。
  - 搦手門（からめてもん）- 城郭の裏口に当たる搦手口に設けられた。
- 総門（そうもん）- 邸宅・城郭・寺院などの外構え（外囲い）にある正門。大門（おおもん）とも呼ばれる。
- 御守殿門（ごしゅでんもん）- 御守殿の門。門が丹塗りなので赤門（あかもん）と呼ばれる。
- 三門（さんもん）- 寺院の正面に開かれた。山門とも書く。
  - 鐘楼門（しょうろうもん）- または、鐘門（しょうもん）。寺院の三門と鐘楼が一体となった門。
- 南大門（なんだいもん）- 仏教寺院などで、南に面した正門のこと。
  - 東大門（とうだいもん）- 寺院などの東に面した門のこと。
- 仁王門（におうもん）- 寺院の楼門に金剛力士像（仁王）を置いた門。
- 中門(ちゅうもん) - 寺院において回廊に囲われた寺域の正門。もしくは露地において内露地と外露地の堺にある門。
- 神門（しんもん）- 神社に設けられる門。
  - 随身門（ずいしんもん、ずいじんもん）- 神門のうち左右に随身を置いた門。
- 営門（えいもん）- 兵営地・陣営地の門。

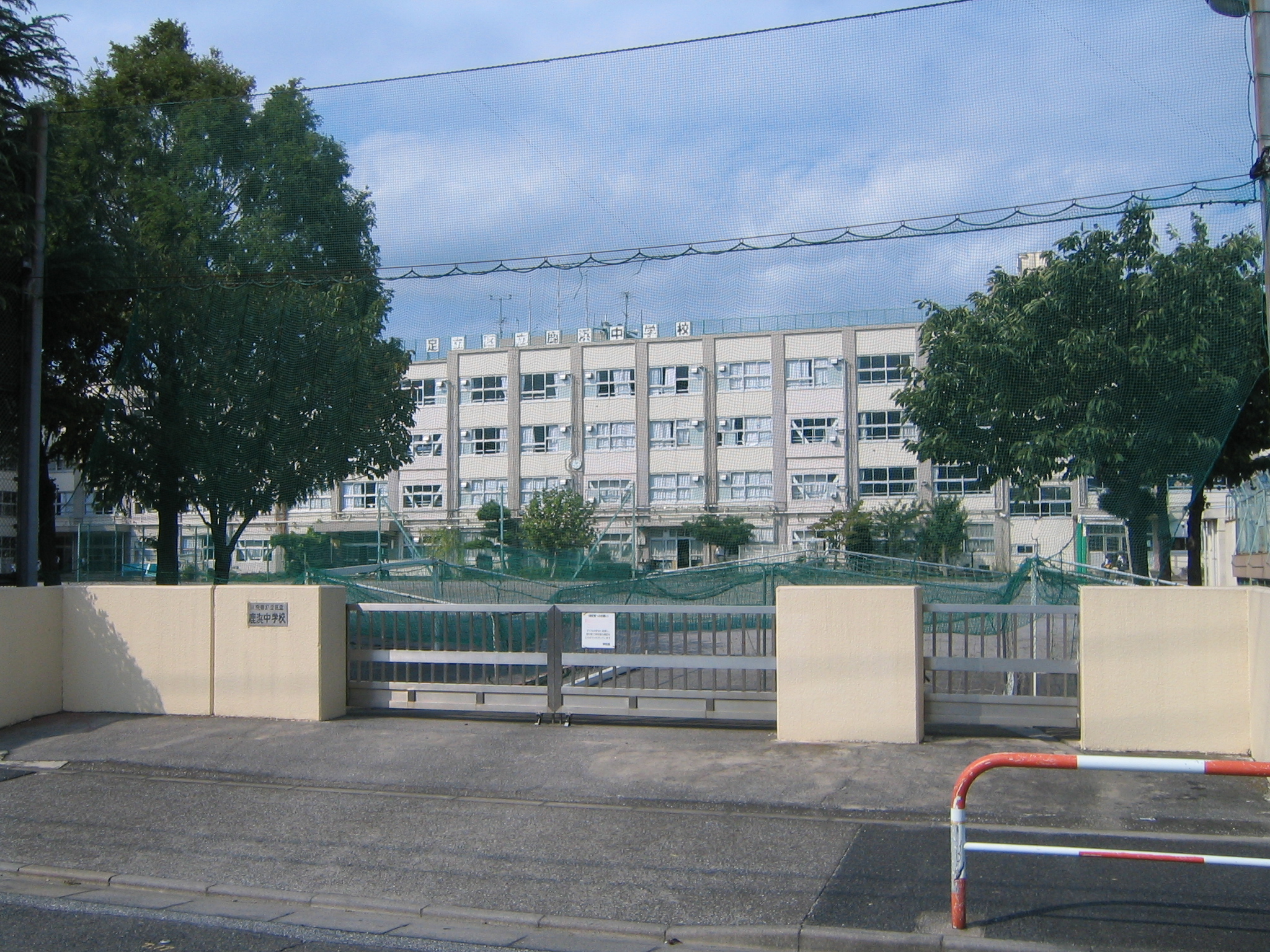
校門（東京都 足立区立鹿浜中学校）
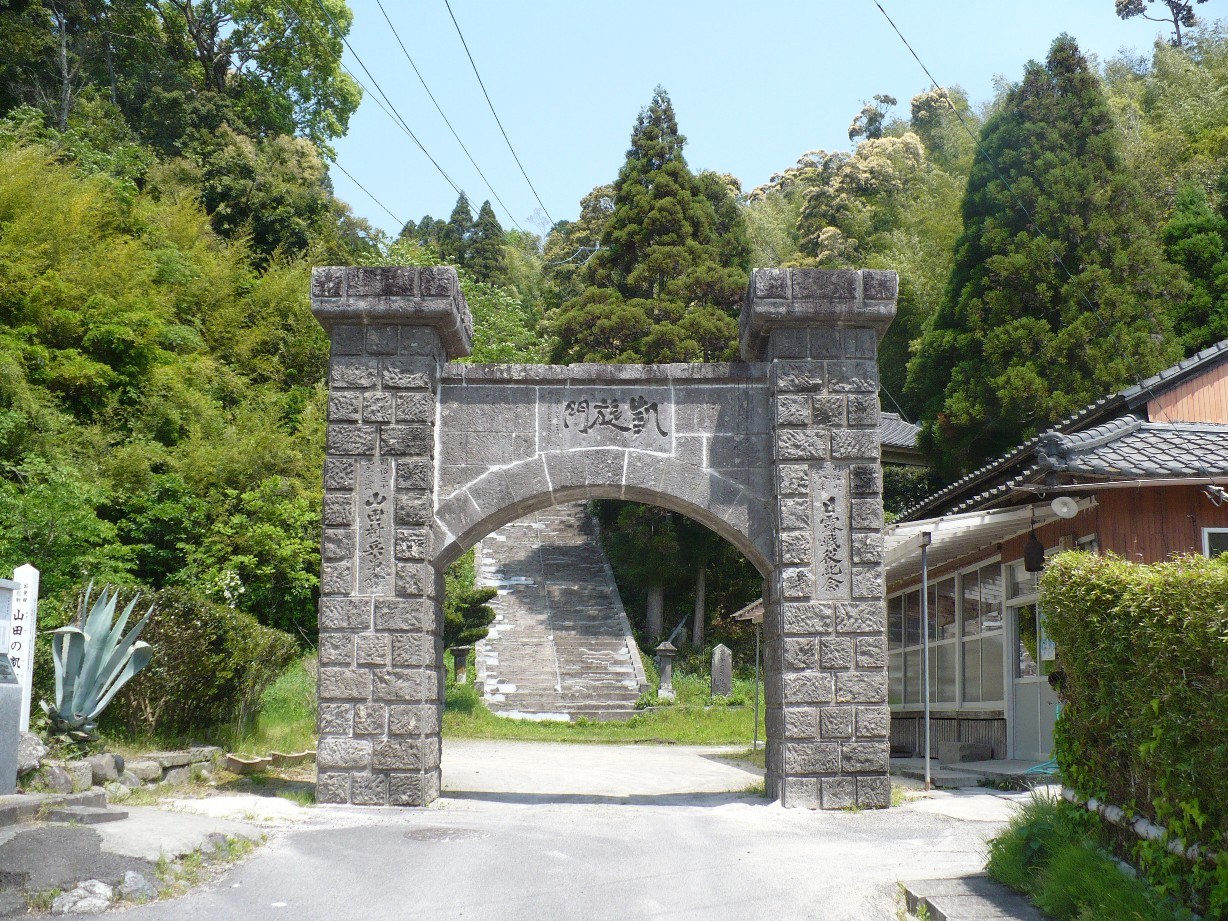
凱旋門（鹿児島県姶良市 山田の凱旋門）
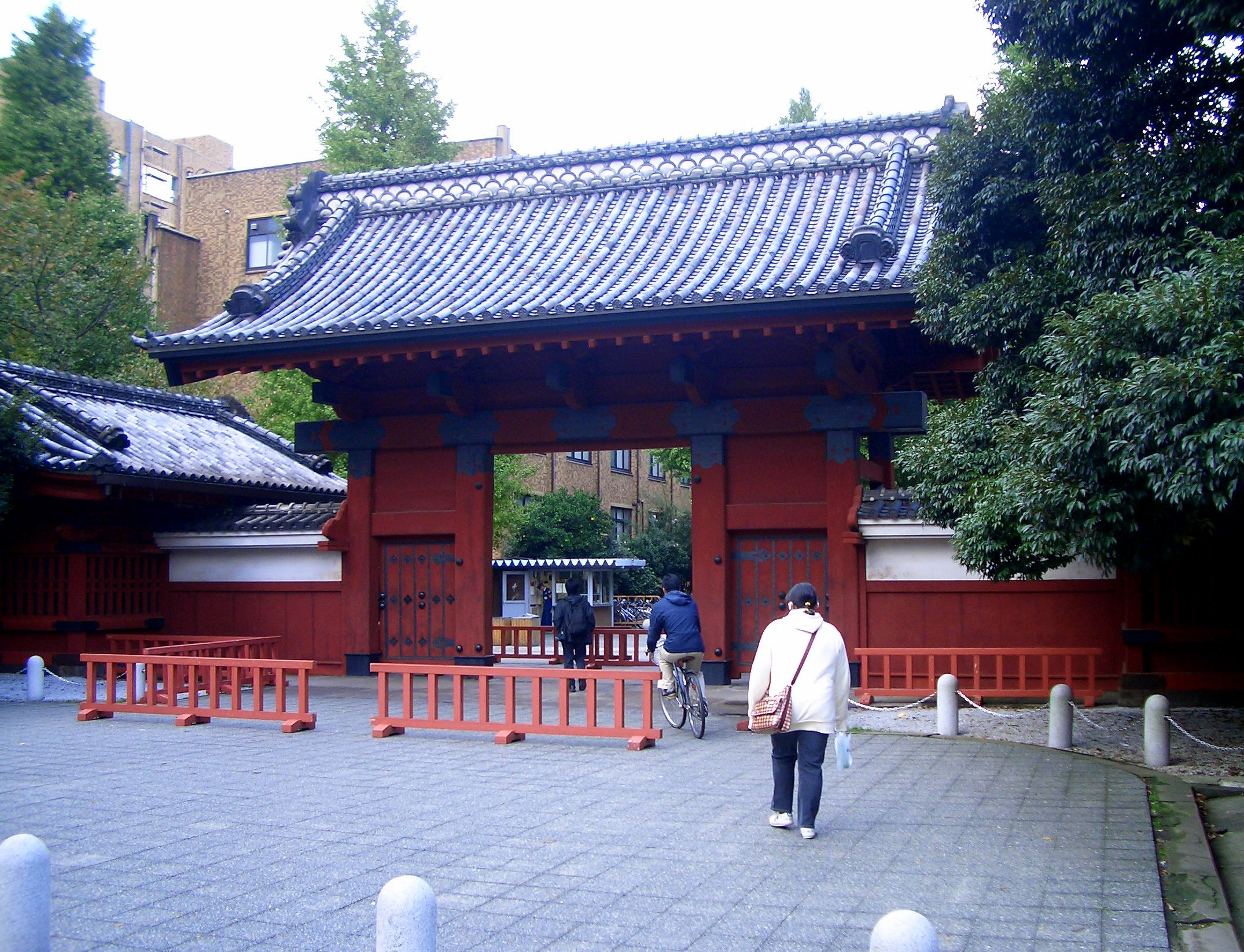
御守殿門（東京大学に現存する赤門）
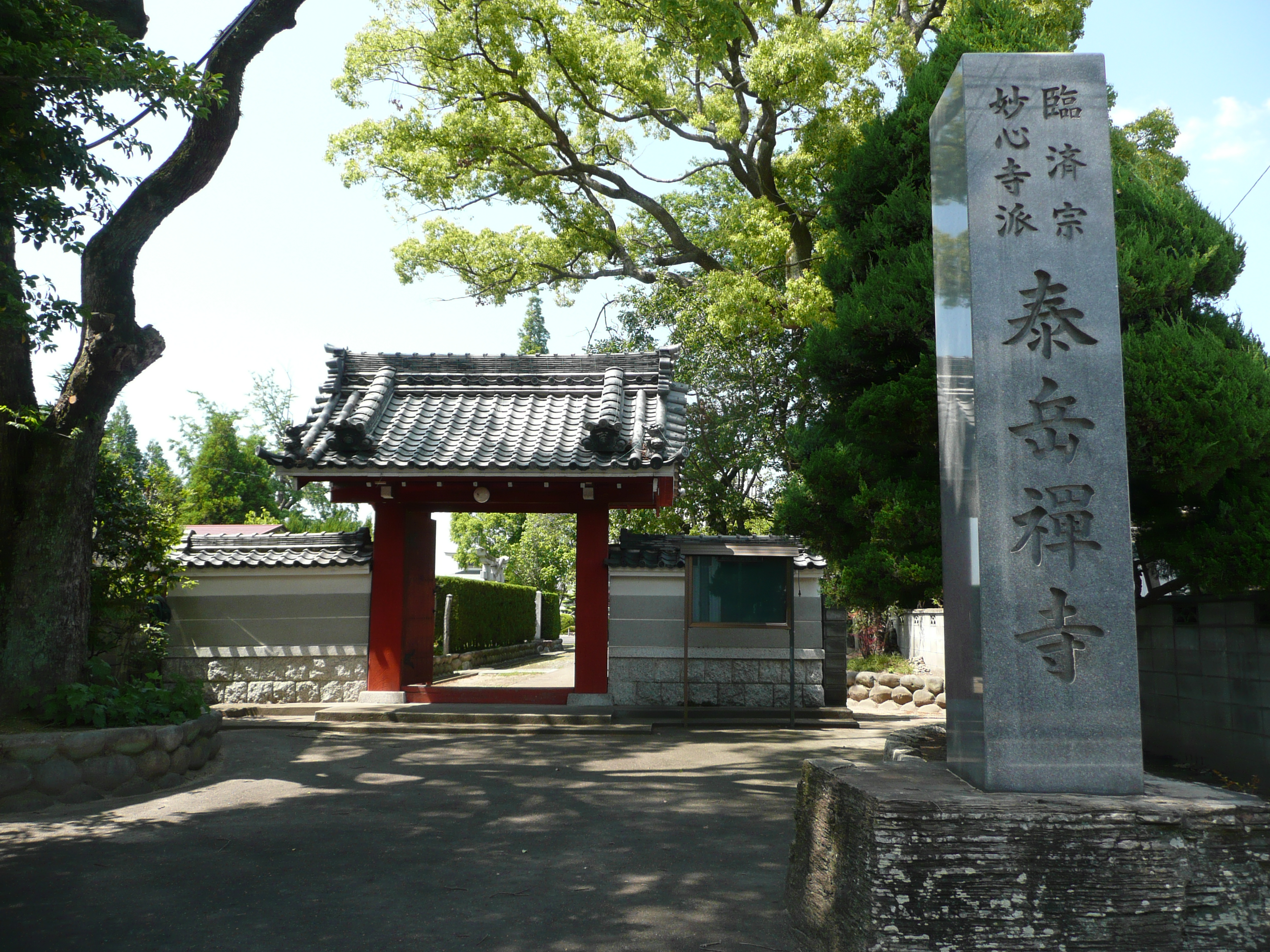
名古屋城三の丸の赤門（愛知県 泰岳寺の山門）
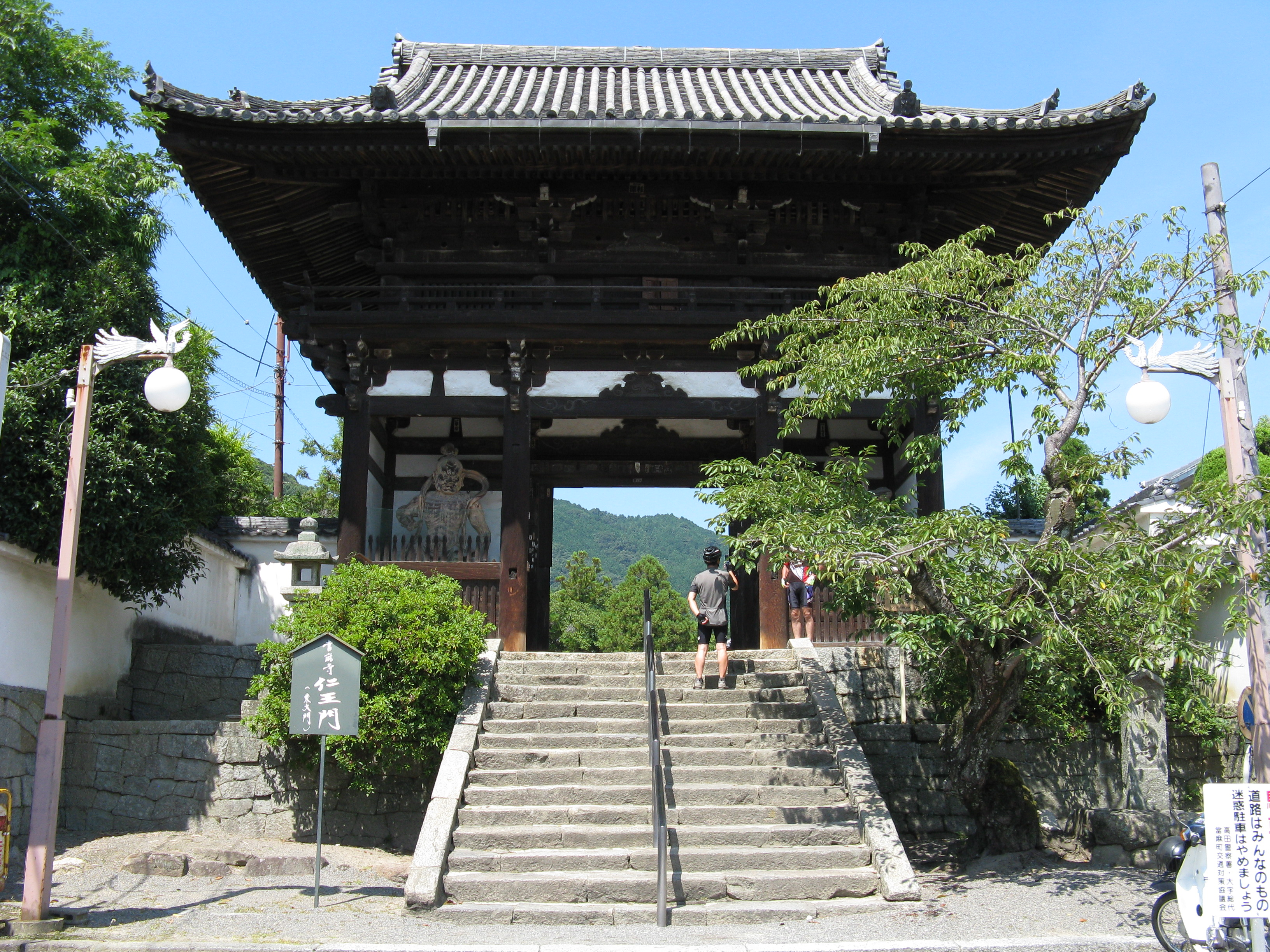
仁王門（奈良県 當麻寺の仁王門）
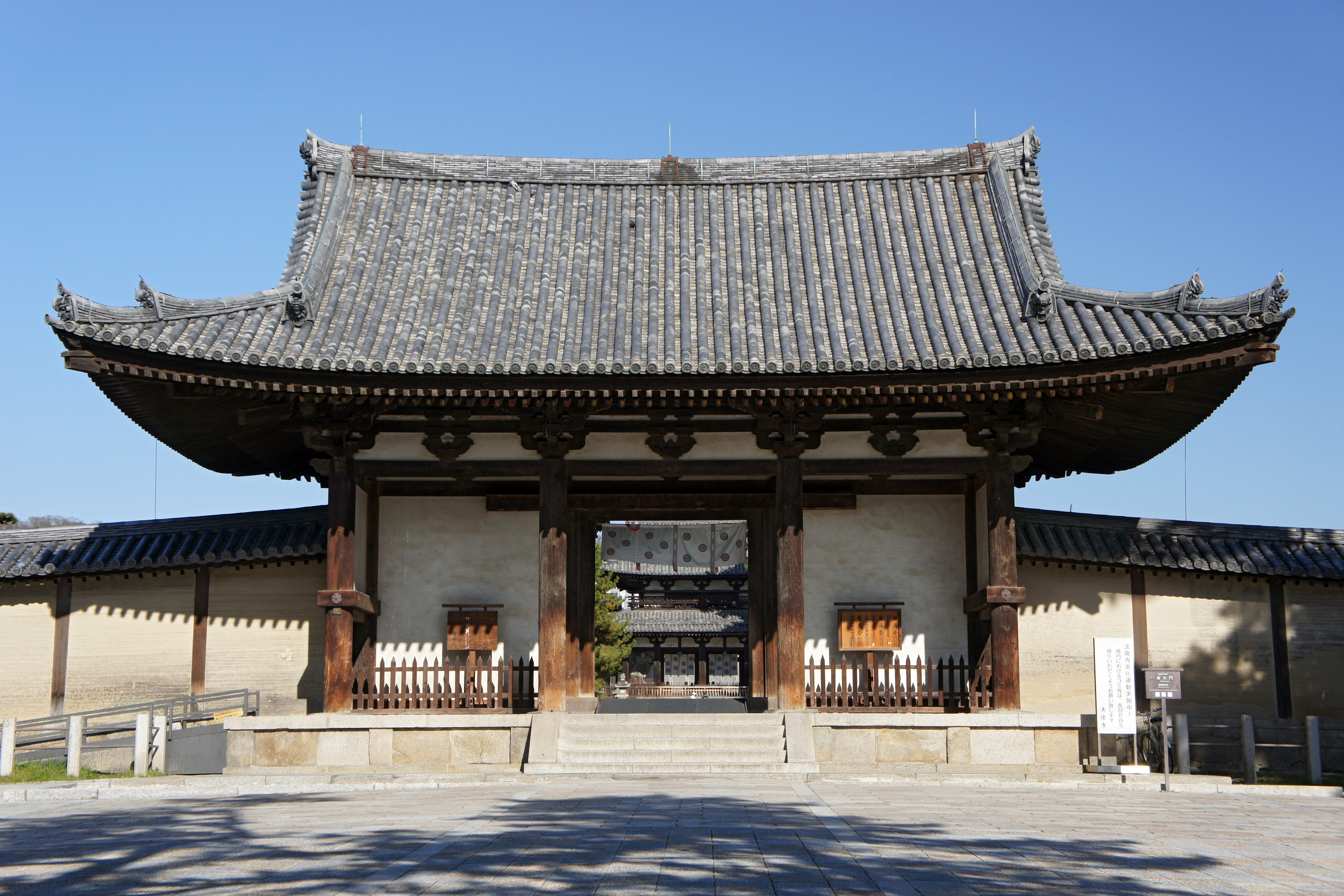
南大門（奈良県 法隆寺南大門）
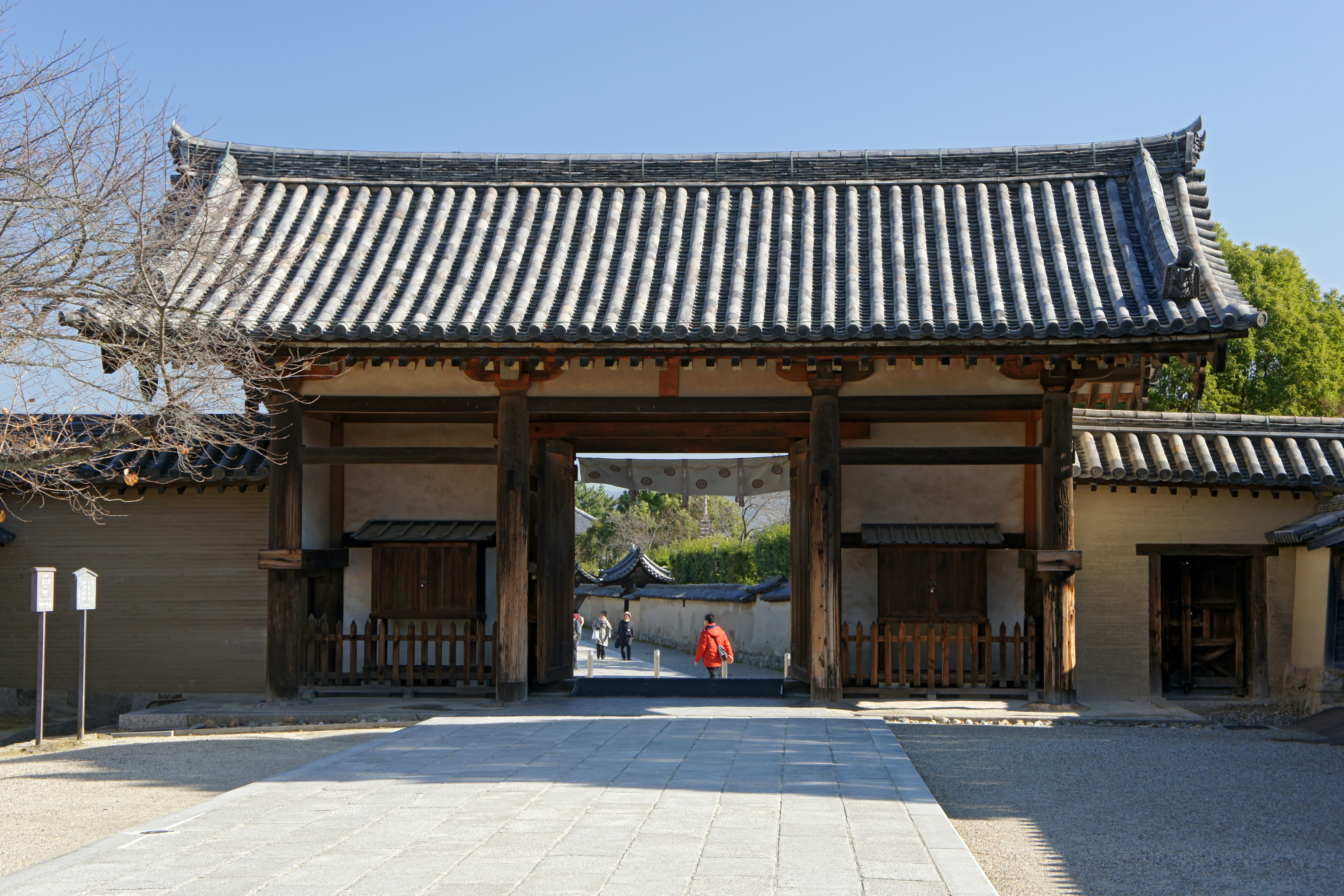
東大門（奈良県 法隆寺東大門）
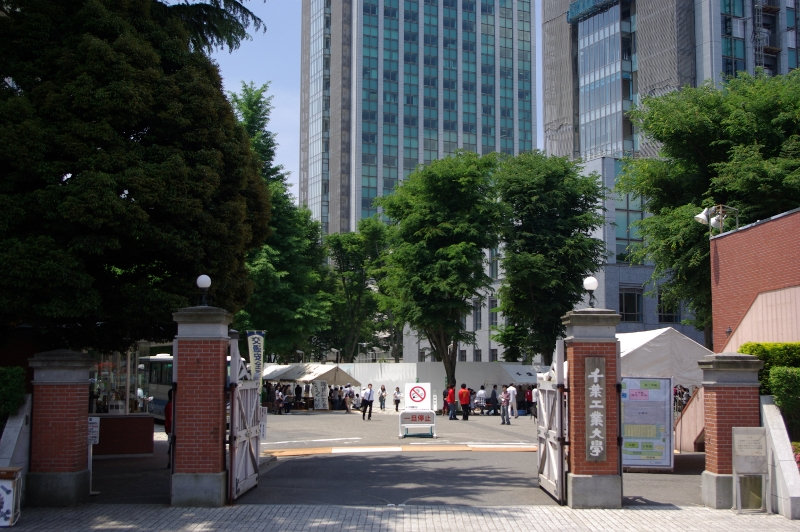
鉄道第二連隊営門（千葉工業大学に現存する煉瓦門）

## 慣用句
- 笑う門(かど)には福来たる
- 門に入る
- 門を叩く
- 門前雀羅
- 門前市を成す
- 門前の小僧習わぬ経を読む
- 門戸開放
- お門(かど)違い

## 架空の門
- 鬼門・裏鬼門
- 地獄の門